# Manuel dos Santos Serra
Manuel dos Santos Serra (Silveira, Penela, 23 de Janeiro de 1926 — 29 de Novembro de 2018), foi um médico, escritor e político português.

## Biografia

### Nascimento e formação
Nasceu em 23 de janeiro 1926 na povoação de Silveira, freguesia de Espinhal no concelho de Penela, tendo-se mudado para a vila de Albufeira aos sete anos de idade. Estudou no Liceu de Faro e depois em Coimbra, onde concluiu a licenciatura em medicina em 1950.

### Carreira profissional, política e literária
Voltou a Albufeira após a conclusão do curso, tendo no entanto sido impedido de exercer como médico numa instituição pública pelo Estado Novo, por ter apoiado os grupos de oposição ao governo. Desta forma, instalou um consultório privado, no qual trabalhou até ao final da sua carreira. Enquanto médico, distinguiu-se pelo apoio que prestou aos habitantes, independentemente da sua situação social. Foi um dos principais impulsionadores do Serviço Nacional de Saúde, principalmente na região do Algarve, e em Albufeira fundou o Centro de Saúde, que também dirigiu entre 1975 e 1997. Fazia parte da Ordem dos Médicos.
Colaborou igualmente em vários jornais, incluindo na imprensa regional, onde escreveu diversos contos e crónicas sobre assuntos políticos, e periódicos especializados, como o Jornal do Médico. Era membro da  Associação Portuguesa de Escritores, da Associação dos Escritores Médicos, da Associação dos Jornalistas e Escritores do Algarve e do Círculo Teixeira Gomes.
Também em Albufeira, fez parte de várias instituições sociais e culturais, incluindo os Bombeiros Voluntários, os quais fundou, o Centro Cultural António Sérgio, a Santa Casa da Misericórdia e a Associação dos Amigos de Albufeira.
Foi um opositor ao regime ditatorial do Estado Novo, tendo colaborado no movimento da oposição democrática. Na sequência da Revolução de 25 de Abril de 1974, foi um dos principais responsáveis pela fundação da delegação algarvia do Partido Socialista. Também presidiu à Assembleia Municipal de Albufeira durante três mandatos, de 1983 a 1987, 1992 a 1996, e 1997 a 2001.
Como escritor, destacou-se principalmente pela sua obra poética, tendo publicado mais de uma dezena de livros. Em Janeiro de 2018, apresentou o seu livro As Margens do Rio de Horas na Biblioteca Municipal Lídia Jorge, em Albufeira. Na altura do seu falecimento, estava prevista a apresentação, em 1 de Dezembro de 2018, da sua antologia poética, igualmente na Biblioteca Municipal.

### Falecimento e família
Faleceu em 29 de Novembro de 2018, aos 92 anos de idade. Estava casado, e tinha filhos e netos.

## Homenagens
O seu nome foi colocado no Centro de Saúde de Albufeira, em 23 de Janeiro de 2020, numa homenagem póstuma, na presença da Ministra da Saúde Marta Temido e da Secretária de Estado da Saúde Jamila Madeira.
Em 9 de Abril de 2007, recebeu do Ministério da Saúde, a Medalha de Serviços Distintos grau "Ouro", nos termos do Decreto-Lei nº 46 277 de 16 Abril de 1965 e seus regulamentos, pela mão do Ministro António Correia de Campos.
Em 20 de Agosto de 2014, recebeu a Medalha de Honra do Município de Albufeira, no âmbito das comemorações do Dia do Município.
Em 18 de Agosto de 2017, recebeu do Municipio de Albufeira o Colar de Honra pelas funções altamente meritórias enquanto Deputado da Assembleia Municipal de Albufeira, em nome do desenvolvimentodo Poder Local e dos Valores da Democracia neste Municipio ( Deliberação Assembleia Municipal em 31 de julho de 2017).
Em 24 de Março de 2018, foi homenageado no Congresso Regional do Partido Socialista, numa cerimónia que contou com um testemunho do primeiro-ministro, António Costa, com o qual tinha relações de amizade.
Na sequência do seu falecimento, foi homenageado pela Santa Casa de Misericórdia de Albufeira e pela autarquia de Albufeira, que instituiu três dias de luto municipal.

## Obras publicadas
- Romance Residual (1991)
- A Desordem da Harmonia (1992)
- Mosaico de Palavras Oblíquas (1997)
- Sobreposições (2001)
- À Sombra do Silêncio (2005)
- Albufeira – 1950 (2007)
- O Olhar das Palavras (2007)
- Os Labirintos de Memória (2009)
- Pomar de Pedras (2011)
- Miradouro do Tempo (2013)
- Retalhes de Cidadania (2013)
- Navio Ancorado ao Sol (2015)
- Arquipélago de Vozes (2015)
- As Margens do Rio de Horas (2018)
- Antologia Poética (2018)